# Emile de Borchgrave

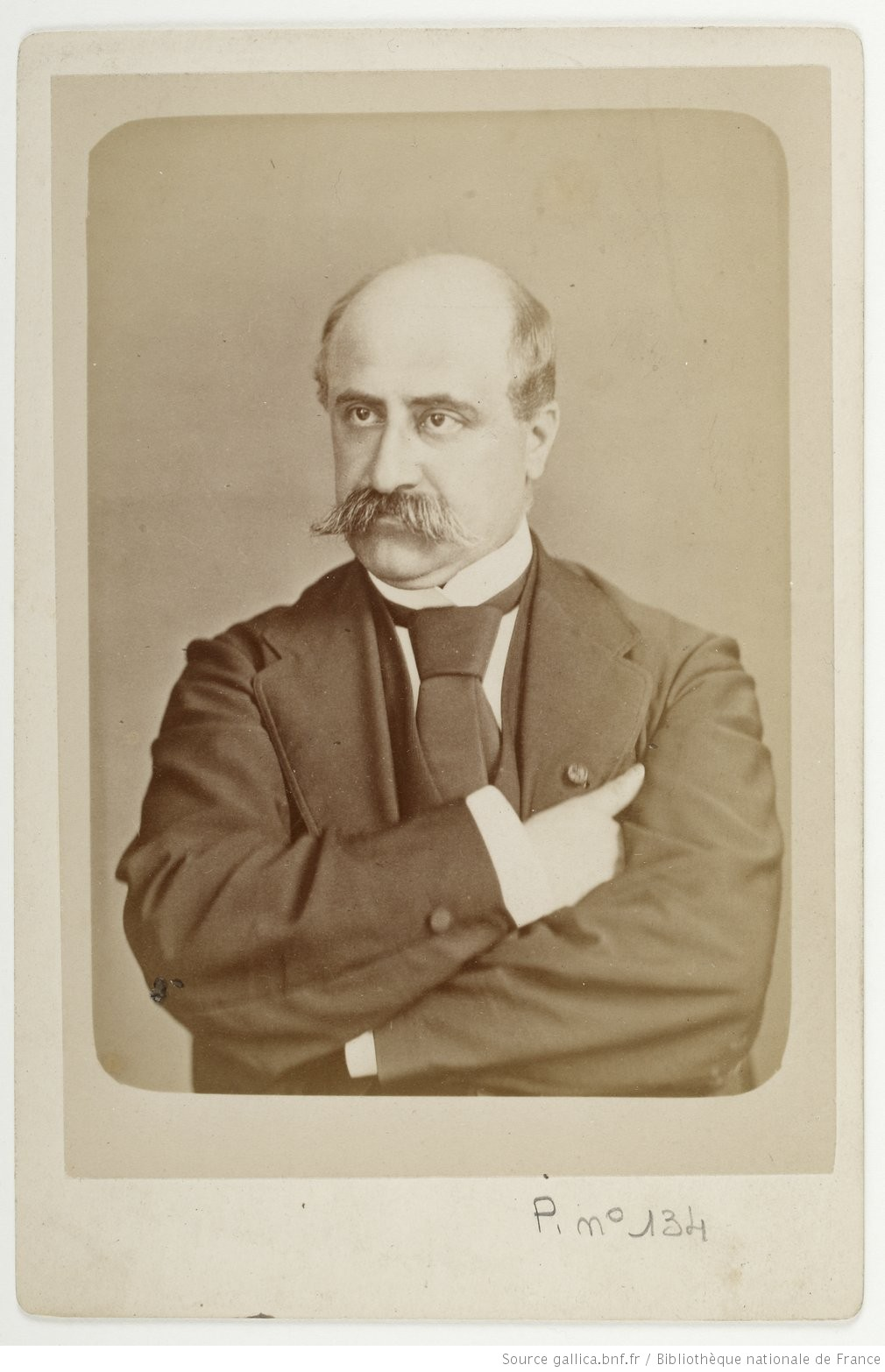
Portret van Emile de Borchgrave door Alexandre Quinet fils (1837-1900).

Émile Jacques Yvon Marie de Borchgrave (Gent, 27 december 1837 - Elsene, 19 september 1917) was een Belgisch edelman, jurist, historicus en diplomaat.

## Leven
Emile was een telg uit het geslacht De Borchgrave en het enige kind van de bekende advocaat Yvon de Borchgrave (1809-1892) en Marie Eugénie Amelot (1813-1893). Zijn vader werd in 1873 verheven in de Belgische adel waardoor de zoon ook jonkheer werd.
Nadat hij in 1861 doctor in de rechten was geworden aan de Universiteit Gent, trok hij voor zijn vorming verder te zetten naar de Universiteit Pantheon-Assas in Parijs om er rechtsfilosofie te studeren. Hij trok vervolgens naar Duitsland om er Duitse literatuur en taal te bestuderen en zijn historisch onderzoek af te werken.
Eens teruggekeerd in België slaagde hij voor het diplomatiek examen en werd zo lid van het ministerie van Buitenlandse Zaken van België. Daar liet hij zich opmerken door de hertog van Brabant, de toekomstige Leopold II van België, die aan hem zijn kolonisatieplannen onthulde. Hij was van 1863 tot 1866 ambassadesecretaris in Den Haag, waar hij op 10 augustus 1865 met Wilhelmina Slicher (1840-1871), dochter van Jan Jacob Slicher, heer van Domburg en lid van de Tweede Kamer, en van Emilie Esser, trouwde, en met wie hij twee dochters en een zoon kreeg; ook zijn zoon werd ambassadeur. Hij werd vervolgens ambassadesecretaris te Frankfurt (1866) en Bern (1867).
Hij zou een hele reeks belangrijke posten krijgen: in 1875 was hij raadgever van de delegatie in Berlijn, in 1879 werd hij zaakgelastigde en consul-generaal van België in Belgrado, vervolgens ontving hij, na een korte tussenpoos in België, een post in Istanboel. Het hoogtepunt van zijn carrière was zijn post als buitengewoon gezant en gevolmachtigd minister van België te Wenen, die hij zestien jaar lang zou bekleden. Hij zou de ervaringen die hij had opgedaan tijdens zijn carrière neerpennen in zijn boek Souvenirs diplomatiques de quarante ans (Brussel, 1908). Hij was ook voorzitter in 1910 van de Académie royale de Belgique.
Hem werd op 15 februari 1896 door Leopold II de titel baron, overdraagbaar bij eerstgeboorte, verleend.

## Historische werken
Naast zijn diplomatieke activiteiten, wist hij nog tijd te vinden om zich te wijden aan historische en bibliofiele onderzoeken en meerdere werken en artikelen te publiceren. Enkele van zijn werken zijn:
- Daniel de Borchgrave, procureur général au Conseil de Flandre, premier secrétaire d'état des Provinces Unies, etc. (1550-1590): notes historiques et généalogiques. 2 delen. Brussel en Den Haag, 1898-1911.
- Histoire des colonies belges qui s'établirent en Allemagne pendant les XIIe et XIIIe siècles. Brussel, 1865.
- Essai historique sur les colonies belges qui s'établirent en Hongrie et en Transylvanie pendant les XIe, XIIe et XIIIe siècles. Brussel, 1869.
- Les manuscrits flamands conservés à la Bibliothèque impériale de Paris. Gent, 1869.
- Histoire des rapports de droit public qui existèrent entre les provinces belges et l’empire d’Allemagne depuis le démembrement de la monarchie carolingienne jusqu’à l’incorporation de la Belgique à la République française. Brussel, Gent, Leipzig, Den Haag en Parijs, 1870. (heruitgave: Brussel, 2000)